# 스톨레 산베크
스톨레 산베크(Ståle Sandbech, 1993년 6월 3일~)는 노르웨이의 남자 스노보드 선수이다. 2014년 2월 8일 소치 동계올림픽 남자 스노보드 슬로프스타일 경기에서 은메달을 획득했다. 

## 성적

### 올림픽
| 년도 | 대회일   | 장소          | 종목         | 결과        | 메달 |
| ---- | -------- | ------------- | ------------ | ----------- | ---- |
| 2010 | 2월 17일 | 캐나다 밴쿠버 | 하프파이프   | 30위        | -    |
| 2014 | 2월 8일  | 러시아 소치   | 슬로프스타일 | 2위 (91.75) |      |